# Sergio Pachón
Valentín Sergio Pachón (Madrid, 5 de febrero de 1977) es un exfutbolista español. Jugaba de delantero y su último equipo fue CF Fuenlabrada.

## Clubes
| Club                 | País   | Año       |
| -------------------- | ------ | --------- |
| Rayo 13              | España | 1995-1996 |
| AD Parla             | España | 1996-1998 |
| CD Leganés B         | España | 1998-1999 |
| CD Leganés           | España | 1998-2000 |
| Real Valladolid      | España | 2000-2003 |
| Getafe CF            | España | 2004-2007 |
| Rayo Vallecano       | España | 2007-2010 |
| Cádiz Club de Fútbol | España | 2010-2011 |
| CF Fuenlabrada       | España | 2011-2016 |